# Alonso Mudarra
Alonso Mudarra (c.1510-Sevilla, 1 de abril de 1580) fue un compositor y vihuelista español del Renacimiento. Hizo innovaciones tanto en música instrumental como vocal y forma parte junto con Luis de Milán, Enríquez de Valderrábano, Esteban Daza, Diego Pisador, Miguel de Fuenllana y Luis de Narváez del grupo de los siete vihuelistas españoles del siglo XVI cuya obra ha llegado hasta nosotros.

## Biografía
No se conoce con seguridad el lugar de su nacimiento, pero se sabe que pasó su juventud en Guadalajara, en casa de los duques del Infantado, Diego Hurtado de Mendoza de la Vega y Luna e Íñigo López, a cuyo servicio estuvo durante muchos años. Fue en esta ciudad donde seguramente recibió educación musical.
Probablemente fue a Italia en 1529 con Carlos I de España, junto con el IV duque del Infantado Íñigo López. 
A su regreso a España, se ordenó sacerdote en 1546 en la catedral de Sevilla, donde permaneció el resto de su vida. Mientras estuvo en la catedral, dirigió todas las actividades musicales que allí se realizaban, actividades de las cuales nos han quedado bastantes documentos, como la compra y ensamblaje de un nuevo órgano y su trabajo junto al compositor Francisco Guerrero en varios eventos. 
Murió en Sevilla, y de acuerdo con su voluntad, su considerable fortuna fue repartida entre los pobres de la ciudad.

## Tres libros de música en cifra para vihuela

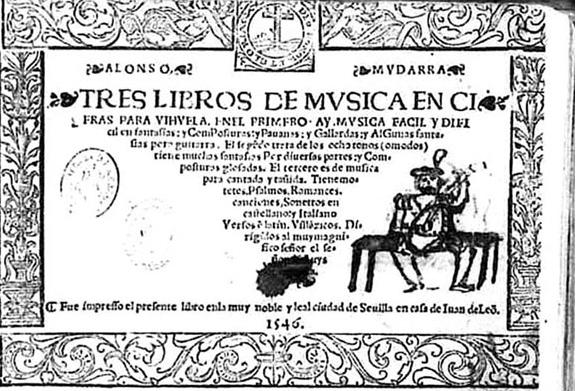
Portada de Tres libros de música en cifra para vihuela.

El 7 de diciembre de 1546 publicó en Sevilla el libro Tres libros de música en cifra para vihuela con piezas propias y transcripciones para vihuela y vihuela y voz de otros compositores renacentistas como Josquin Des Pres, Nicolas Gombert, Adrian Willaert, Antoine de Févin y Pedro Escobar. 
Consta de 44 piezas para vihuela sola, 26  para vihuela y voz, 6 piezas para guitarra solista y una pieza para guitarra u órgano. Entre estas composiciones hay fantasías, variaciones, tientos, pavanas, gallardas y canciones. Las canciones están escritas en latín, español e italiano e incluyen romances, villancicos y sonetos. 
Entre las innovaciones que introdujo, destaca el uso de diferentes símbolos para indicar el tempo: lento, medio y rápido. 
Los textos de las canciones incluyen poemas de autores españoles como Jorge Manrique (Recuerde el alma dormida), Juan Boscán (Claros y frescos ríos), Garcilaso de la Vega y otros autores anónimos (Si por amar, el hombre ser amado; Isabel, perdiste la tu faxa; ¿Qué llantos son aquestos?, etc.); italianos como Francesco Petrarca (La vita fugge) y Jacopo Sannazaro (O gelosia d'amanti) y latinos como Ovidio (Hanc tua Penelope), Horacio (Beatus ille), y Virgilio (Dulces exuviae). Entre los romances más famosos podemos citar: Triste estaba el Rey David y Durmiendo yva el Señor, los dos de autores anónimos.
Se han hecho especialmente célebres su Fantasía que contrahaze la harpa en la manera de Ludovico, Claros y frescos ríos, Gallarda, las Romanescas sobre Guárdame las vacas y sus Diferencias sobre el "Conde Claros".
La influencia italiana en la música de Mudarra es evidente en sus canciones, que recuerdan a los primeros madrigales. Estas canciones, junto a los sonetos en italiano (colecciones de sonetos de Petrarca y Sannazaro), vuelven a revivir el interés por lo italiano que había sido ya reflejado por Milán, quien también utilizó textos de esa literatura con acompañamiento de vihuela. 
En Mudarra encontramos ejemplos de todos los tipos de música escrita para vihuela, e incluso la única Gallarda publicada para este instrumento. En su Fantasía que contrahaze la harpa en la manera de Ludovico encontramos el primer ejemplo impreso de uso del tetracordio frigio descendente, además de un empleo muy audaz del cromatismo.

## Discografía
- Véase la sección de discografía de: Tres libros de música en cifra para vihuela (discografía).